# 基海爾孔納鄉

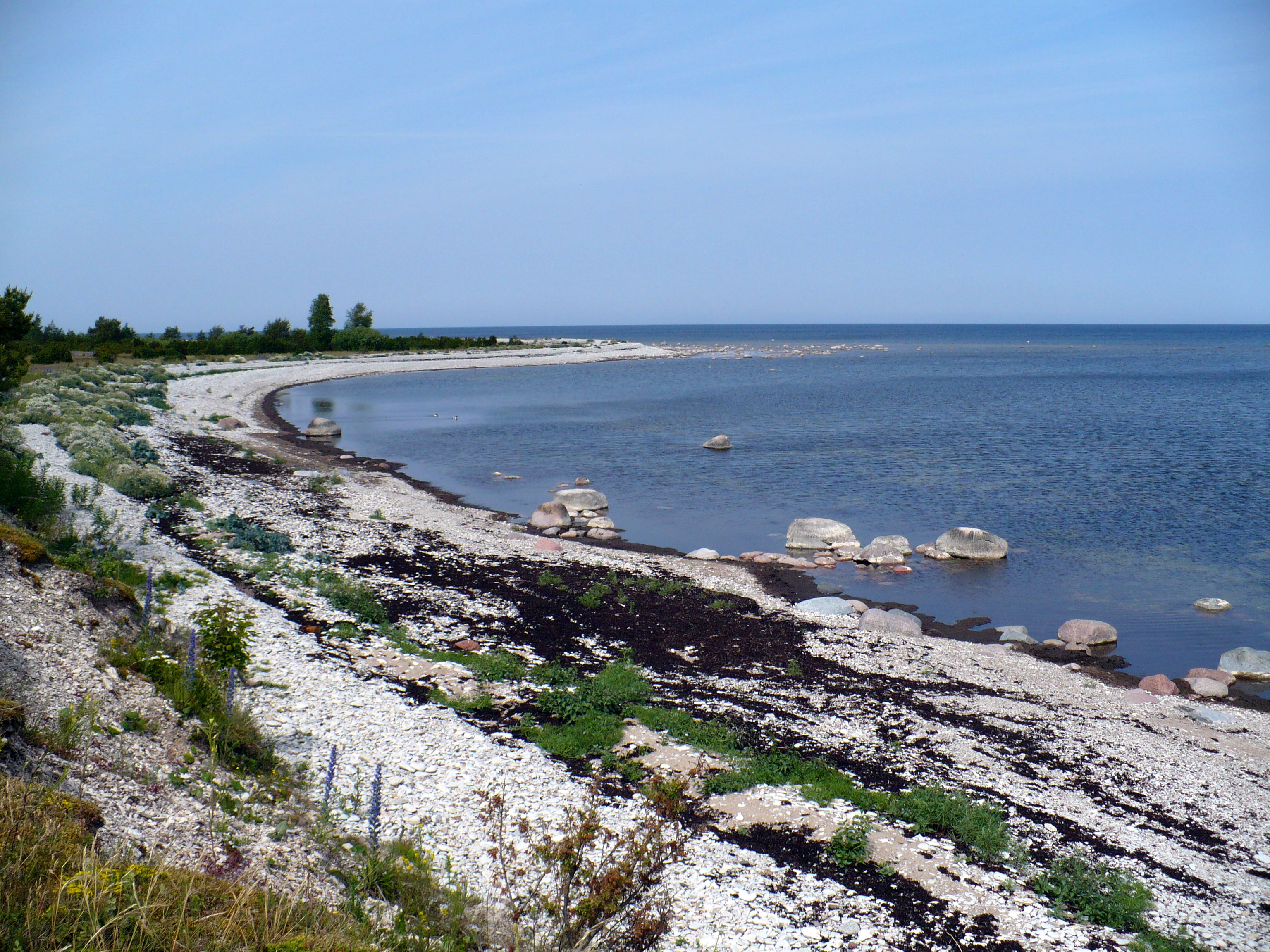
海滩

基海爾孔納鄉，曾是愛沙尼亞薩雷縣的一個鄉村型市镇，位於該國西部，行政中心設於基海爾孔納，面積246平方公里，2016年人口750，人口密度每平方公里3人。
2017年爱沙尼亚行政改革后，包括基海爾孔納市镇在内的萨雷马岛上的所有12个市镇合并成萨雷马市镇。
58°21′08″N 22°02′49″E / 58.35222°N 22.04694°E